# Vitali Solomin
Vitali Mefódievitx Solomin (en rus: Вита́лий Мефо́дьевич Соло́мин; 12 de desembre de 1941, Txità – 27 de maig de 2002, Moscou) fou un actor de cinema, teatre i televisió, director de cinema i teatre i guionista soviètic i rus. Artista del Poble de l'RSFSR (1982). Germà petit del actor Iuri Solomin. Va ser especialment conegut pel seu paper del doctor Watson a la sèrie de pel·lícules de televisió soviètiques Les aventures de Sherlock Holmes i del doctor Watson.

## Biografia
Vitali Solomin va néixer el 12 de desembre de 1941 en una família de músics professionals. Des de petit va ser apassionat per la música i va aprendre a tocar el piano. En acabar l'escola, va anar a Moscou i el 1959 va entrar a l'Escola Superior de Teatre M.S. Sxepkin. Mentre era student, a la classe del celebre actor Nikolai Ànnenkov, assajava i actuava al Teatre Mali de Moscou. En el setembre de 1963, després de graduar-se, va esdevenir actor d'aquest teatre.
En 1963, va debutar a cinema. El seu primer gran paper va ser en la pel·lícula La germana gran (1966). Va esdevenir famós després del paper del cosac Roman a la pel·lícula èpica Daüria (1971), on va actuar amb el seu germà gran Iuri Solomin i altres estrelles russes, com Iefim Kopelian, Víktor Pàvlov i Vassili Xukxín.
Entre els anys 1970 i 1990, les seves actuacions en les pel·lícules dirigides per Ígor Màslennikov van tenir molt d'èxit. El més famós va ser el paper del doctor Watson en la sèrie de cinc pel·lícules de televisió sobre Sherlock Holmes (1979–1986). El 1982, va interpretar el paper del comte Tomski a La dama de piques del mateix Màslennikov, una adaptació del conte homònim d'Aleksandr Puixkin. Un altre paper destacat va ser el de Vadim Daixkov en la sèrie de pel·lícules La cirera d'hivern (1985–1995), també dirigides per Máslennikov.
Entre el setembre del 1986 i el desembre del 1988, va actuar al teatre Mossovet, on, entre d'altres, va actuar en l'obra Una novel·la policíaca trista (en rus: Печальный детектив; Petxalni detektiv), escrita per Víktor Astàfiev. El 1991 va tornar al Teatre Mali i va dirigir els obres La dona salvatge d'Aleksandr Ostrovski (1991), on va interpretar el paper d'Aixmétiev, i L'oncle Vània d'Anton Txèkhov (1994), on va actuar com a Astrov.
Va ser guionista i director de la pel·lícula La caça (en rus: Охота; Okhota) (1994).
El 4 de novembre de 1974, va ser guardonat amb el títol d'Artista d'Honor de l'RSFSR, i el 3 de febrer de 1992, amb el títol d'Artista del Poble de la RSFSR.
A l'abril del 2002, va patir un ictus que va resultar fatal. Va morir el 27 de maig de 2002. Està enterrat al cementiri de Vagànkovo.